# Vincenzo Costaguti

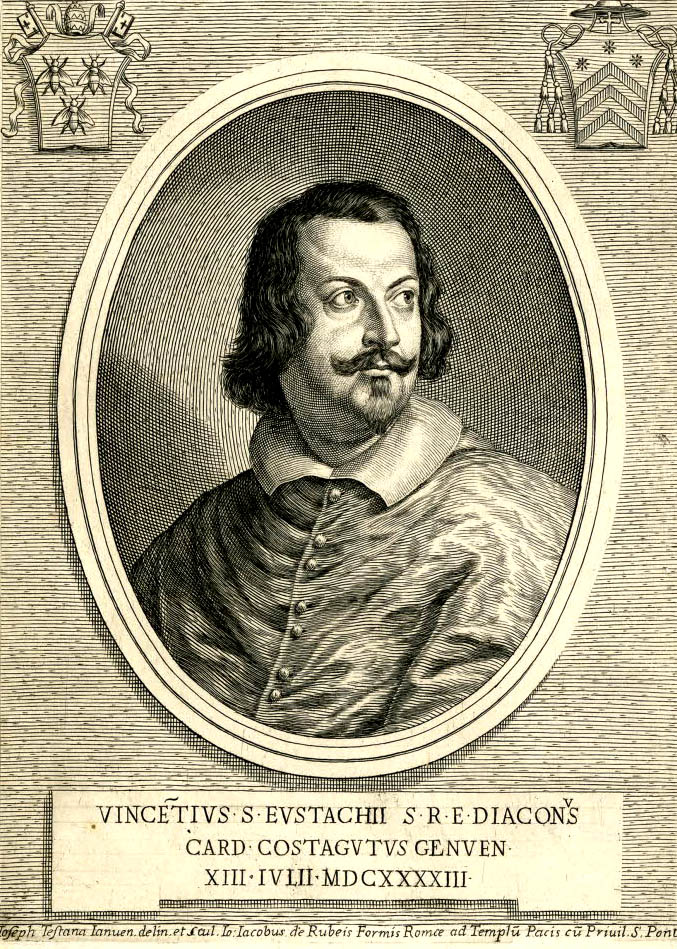
Vincenzo Kardinal Costaguti (Stich von Giuseppe Maria Testana, Rom, 17. Jh.)

Vincenzo Costaguti (* 1612; † 6. Dezember 1660 in Rom) war ein italienischer Kardinal.

## Biografie
Er war ein Mitglied der ligurischen Familie Costaguti oder Costaguta, Sohn von Prospero Costaguti, Marchese von Sipicciano und Rocca Elvezia, und dessen ersten Frau Paola Costa. Sein Vater Prospero bekleidete bereits als Senator in Rom verschiedene institutionelle und staatliche Ämter, diplomatischer Vertreter der Republik Genua und Gouverneur der Bruderschaft San Giovanni de’ Genovesi. Seine Familie wurde 1645 von Papst Innozenz X. mit dem Titel Marchesi von Spicciano in der Toskana und Signori von Roccalvecce bei Viterbo ausgezeichnet. Dem späteren Kardinal Vincenzo Costaguti wird die Restaurierung der örtlichen Pfarrkirche in der Nähe des Schlosses von Roccalvecce verdankt.
Von der tigullinischen Zitadelle von Chiavari, wo er als Doktor für Zivil- und Kirchenrecht tätig war, zog er nach Rom, wo er von Papst Urban VIII. im Konsistorium vom 13. Juli 1643 zum Kardinal erhoben wurde. Am 31. August erhielt er die Diakonie von Santa Maria in Portico Octaviae; später bekleidete er die Position des Sekretärs der Apostolischen Kammer. Er nahm am Konklave von 1644 teil, das Papst Innozenz X. wählte. Während dessen Pontifikat wurde er zum Apostolischen Protonotar ernannt. Von 1648 bis 1651 war er Kardinallegat in Urbino. Im Jahr 1648 arbeitete er am Bau der Villa Bell'Aspetto in der Nähe von Nettuno, die heute als Villa Borghese oder Villa Costaguti bekannt ist.
Danach wurde er zum Kardinaldiakon von Sant’Angelo in Pescheria (23. September 1652) und dann von Santa Maria in Cosmedin (21. Juli 1653) ernannt. Er nahm am Konklave von 1655 teil, in dem Papst Alexander VII. gewählt wurde. Historische Quellen erinnern an das Treffen mit Königin Christina von Schweden, im Dezember 1655 in Rom, bei dem er tief greifende Gespräche über ihm wohlbekannte historische, mathematische und musikalische Themen führte.
Er wurde zum Kardinaldiakon von Sant’Eustachio ernannt (6. März 1656) und erhielt schließlich die Titelkirche San Callisto (19. Juli 1660).
Er starb am 6. Dezember 1660 in Rom. Sein Grab befindet sich in der Familienkapelle der Kirche San Carlo ai Catinari.